# Listă de filme australiene din 2016
Aceasta este o listă de filme australiene din 2016:

## Lista
| Titlu                  | Regizor                   | Actori                                                                             | Gen                       | Note                                                   | Premiera      |
| ---------------------- | ------------------------- | ---------------------------------------------------------------------------------- | ------------------------- | ------------------------------------------------------ | ------------- |
| A Month of Sundays     | Matthew Saville           | Anthony LaPaglia, John Clarke, Julia Blake                                         | Comedie                   |                                                        | 28 aprilie    |
| Backtrack              | Michael Petroni           | Adrien Brody, Sam Neill, Robin McLeavy                                             | Mister, Thriller          |                                                        | 16 iunie      |
| The Daughter           | Simon Stone               | Geoffrey Rush, Miranda Otto, Odessa Young                                          | Drama                     | Bazat pe piesa de teatru The Wild Duck de Henrik Ibsen | 17 martie     |
| Downriver              | Grant Scicluna            | Reef Ireland, Kerry Fox, Robert Taylor                                             | Drama                     |                                                        | 16 iunie      |
| Girl Asleep            | Rosemary Myers            | Bethany Whitmore, Harrison Feldman, Matthew Whittet                                | Drama                     |                                                        | 02025         |
| Goldstone              | Ivan Sen                  | David Wenham, Aaron Pedersen, Jacki Weaver                                         | Thriller                  | Sequel al Mystery Road                                 | 8 iunie       |
| Jasper Jones           | Rachel Perkins            | Hugo Weaving, Toni Collette                                                        | Drama, Mister             |                                                        | 02025         |
| The Legend of Ben Hall | Matthew Holmes            | Jack Martin, Jamie Coffa, William Lee                                              | Drama, Acțiune            | Bazat pe povestea adevărată a bushrangerului Ben Hall  |               |
| Lion                   | Garth Davis               | Rooney Mara, Nicole Kidman, Dev Patel                                              | Drama                     | Bazat pe cartea A Long Way Home de Saroo Brierley      | 25 septembrie |
| Looking for Grace      | Sue Brooks                | Radha Mitchell, Richard Roxburgh, Odessa Young                                     | Drama                     |                                                        | 26 ianuarie   |
| Pawno                  | Paul Ireland              | John Brumpton, Maeve Dermody, Kerry Armstrong                                      | Drama, romance            |                                                        | 21 aprilie    |
| Red Dog: True Blue     | Kriv Stenders             | Jason Isaacs, Levi Miller                                                          | Family                    | prequel al Red Dog, Woss Group Film Productions        | 26 decembrie  |
| Restoration            | Stuart Willis             | Craig McLachlan, Grant Cartwright, Stephen Carracher, Nadia Townsend, Rosie Lourde | SF, Thriller              | Midnight Snack Productions                             |               |
| Sheborg Massacre       | Daniel Armstrong          | Daisy Masterman, Whitney Duff, Emma-Louise Wilson                                  | Neo-pulp                  |                                                        | 10 ianuarie   |
| Sherpa                 | Jennifer Peedom           | Documentar despre activitatea desfășurată de șerpași ca ghizi montani pe Everest   | Documentar                |                                                        | 31 martie     |
| Spin Out               | Tim Ferguson, Marc Gracie | Xavier Samuel, Morgan Griffin, Eddie Baroo                                         | Film de comedie romantică |                                                        | 15 septembrie |

## Legături externe
- Filme australiene din 2016 la IMDb.com